# Albania (Santander)
Albania  es un municipio del departamento de Santander, forma parte de la provincia de Vélez, se encuentra a 276 km de Bucaramanga.

## División Político-Administrativa
Además de su Cabecera municipal. Albania tiene bajo su jurisdicción los siguientes Centros poblados:
- Carretero
- El Hatillo
- La Mesa

## Historia
El municipio de Albania fue creado por la ordenanza departamental 46, sancionada el 12 de julio de 1904, por la cual se escogió como cabecera del mismo al caserío de Pueblo Viejo. Esta disposición legal derogó la ordenanza 70 de 1903 que había erigido en municipio al caserío de Pariquí. Sin embargo no tuvo efecto práctico, pues en 1913 la Asamblea Departamental dio una nueva ordenanza (31 de marzo) que ordenaba al gobernador proceder a organizar de inmediato el municipio creado en 1904, nombrado alcalde y convocando a elecciones para el Concejo Municipal. El gobernador presentó objeciones el 3 de abril siguiente, logrando que su cumplimiento se dilatara hasta 1919.
Traslado de la cabecera municipal al sitio de Chevre: Mientras tanto, desde 1914 el presbítero Rosendo Vargas, párroco del valle de Jesús María, había estimulado el poblamiento de la Mesa de Chevre con el inicio de las obras de una escuela y una capilla. Dos años después éstas ya estaban edificadas, al igual que el trazo de un cementerio, apareciendo la maestra Mercedes Ibarra de Vanegas a cargo de la escuela. La razón tenida en cuenta por el padre Vargas para este poblamiento alrededor de la capilla de Nuestra Señora del Carmen de Chevre fue la de facilitar la administración eclesiástica a un feligresado asentado a mucha distancia de la iglesia parroquial de Jesús María y cuya filiación política liberal les causó ciertas molestias por su asistencia a la capilla del caserío de sus copartidiarios en San Antonio de Leones. Bajo el influjo de ese sacerdote se edificaron unas veinte casas de techo de paja alrededor de la plaza que fue trazada.
En 1919 la Asamblea Departamental aprobó una nueva ordenanza (33 del 26 de abril) que trasladaba la cabecera del municipio de Albania al caserío de la Mesa del Carmen, reformando lo dispuesto en 1904 y provocando la expedición del decreto 265 bis del mismo año que constituyó el jurado Electoral que vigilaría la realización de las elecciones para concejales. Esta vez sí produjeron efecto estas disposiciones legales, produciéndose el 20 de agosto de 1919 el acto público de inauguración del municipio. Asistieron al acto en el caserío de la Mesa del Carmen el gobernador José María García Hernández, el párroco de Jesús María, presbítero Pedro Elías Tapias, el prefecto de la provincia de Vélez, el ingeniero e la zona, general Francisco Liévano, y numeroso vecindario.
Después de la primera misa, cantada a San Bernardo por el párroco de Jesús María, fue nombrado como primer alcalde el señor Aurelio González y se vio el estado del poblamiento: un templo provisional, dos escuelas a las que asistían 144 niños, casa cural y 48 casas del vecindario congregado. Al parecer hubo resistencia del vecindario de Pueblo Viejo contra su sustitución en el puesto de cabecera municipal, pues la ordenanza 33 de 1919 fue denominada por no haber llenado las formalidades previstas por el artículo 7 de la Ley 71 de 1916. Al lograr su anulación obligaron al párroco de Jesús María y al vecindario de la vereda de Chevre a presentar ante la Asamblea Departamental la documentación requerida, logrando la aprobación de una nueva ordenanza 51 del 21 de abril de 1921 por la cual quedó definitivamente trasladada la cabecera municipal a la Mesa del Carmen. Erección Parroquial: La erección de parroquia en el municipio sólo se realizó en 1930, cuando llegó como primer párroco propio el presbítero Ángel María Amaya. Este sólo permaneció un año, siendo reemplazado por el presbítero Faustino A. Martínez, quien a los tres años de su administración ya había construido la casa cural, proyectando una mejor iglesia y un hospital.

## Símbolos

### Himno
Himno del Municipio de Albania Santander
| Coro A la gloria de Albania cantemos Con orgullo este himno de honor, Corazones limpios ofrendemos A este pueblo de hazaña y valor (2) I Albaneses, alegres cantamos Este himno que nos hace hermanos De ancestros comuneros venimos, Los heraldos de la libertad De tus héroes, la sangres hoy fecunda Nuestro anhelo de paz y verdad (2) II Santander, tierra de hombres bravos, Por doquier rompieron las cadenas; Y al grito de independencia, vibran Con coraje los pueblos de sur, Que en vasta cordillera hoy levantan Al cielo su emblema tricolor (2) |  | III Centinelas, guardiaron por las cruces El Diamante, La Palma y Canutillo Y asistidos por varonil empuje Viejos graces, hicieron detonar En el aire, un grito era consigna "Hay peligro, vengan pronto a atacar" (2) IV Fiero empeño de ilustres fundadores Recordemos, y en tan feliz memoria Elevamos en dadivas al cielo, Las plegarias en férvida oración. Que su ejemplo, llevemos como antorcha Sacrificio, de eterna admiración (2) V Como ejemplo de sus invictos héroes Hoy y siempre la libertad no acalle Y sí un día las perfidias insidias Nuestra paz llegara a entorpecer Albaneses; Oh inmarcesible causa, Con tesón, vayamos a defender (2) VI Paquirí, Cuzco, Chevre y la mesa Finalmente, el general guerrero, En memoria de don Carlos Albán, Dole el nombre de Albania, en gratitud A su amigo, que en perfidia asechanza, Muerte infame, creyeron por virtud. (2) |  | VII El Hatillo, Mesa Y Cachovenado, Carretero y Guacos van formando Pentagrama de mitos y leyendas De mi Albania, en un solo corazón, Noble raza y Guanes, nos legaron Tierra linda de ensueño y tradición (2) VIII Claras noches de plateada luna, Vibra el alma en la inspiración profunda Sueña el hombre, la abnegación eterna, Brilla el alba ¡Que bello amanecer! Tradiciones, guabinas y bambucos, Torbellinos se bailan por doquier (2) IX El orgullo de ser Albanense, Nadie oculte en la vida un instante Henchidos corazones amantes De la patria en un mismo sentir Te llevamos Colombia en el alma Viva Albania, en ti quiero morir (2) Autor: Padre Jorge Fajardo. Fecha: agosto de 1992, en Quito Ecuador |  |  |

### Escudo

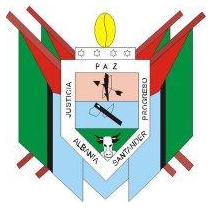
Escudo de Albania.

El escudo del municipio de Albania está sobrepuesto en cuatro pabellones que simbolizan el respaldo de la comunidad albanesa, en la parte superior el grano de café representa al primer producto agrícola de nuestra tierra, las estrellas representa las inspecciones de policía (actualmente hay tres). El arco y la flecha hacen alusión al Cacique Cheveri, descendiente de los guanes que habitaron esta región. Las herramientas (azadón y machete) son el trabajo, la ocupación de nuestro campesino de Albania, la cabeza de ganado nos muestra la potencia lechera del municipio especialmente en el corregimiento de La Mesa; lo mismo que las leyendas. El lema Justicia, paz y progreso es el eslogan de todo albanés; con justicia habrá paz,y con la paz vendrá el progreso. Este escudo fue diseñado por el profesor Elio Isaac Silva Ariza en el año 1994.

### Bandera

Bandera de Albania.

La bandera de Albania con su triángulo rojo representa la sangre progresista y trabajadora de los habitantes del municipio, cada estrella representa las inspecciones de policía: La Mesa, Guacos, El Hatillo y Carretero. En la actualidad hay únicamente dos corregimientos: El Hatillo y La Mesa, además del casco urbano. En la parte superior su color verde nos deja ver toda la riqueza en vegetación que posee el territorio albanés, la franja negra muestra la riqueza de su tierra, especialmente la carbonífera, y la banda azul en la parte inferior toda la riqueza y abundancia hídrica que baña nuestros suelos. La bandera fue diseñada por Ana Elizabeth Carrillo Verano.

## Geografía

### Descripción física y límites del municipio

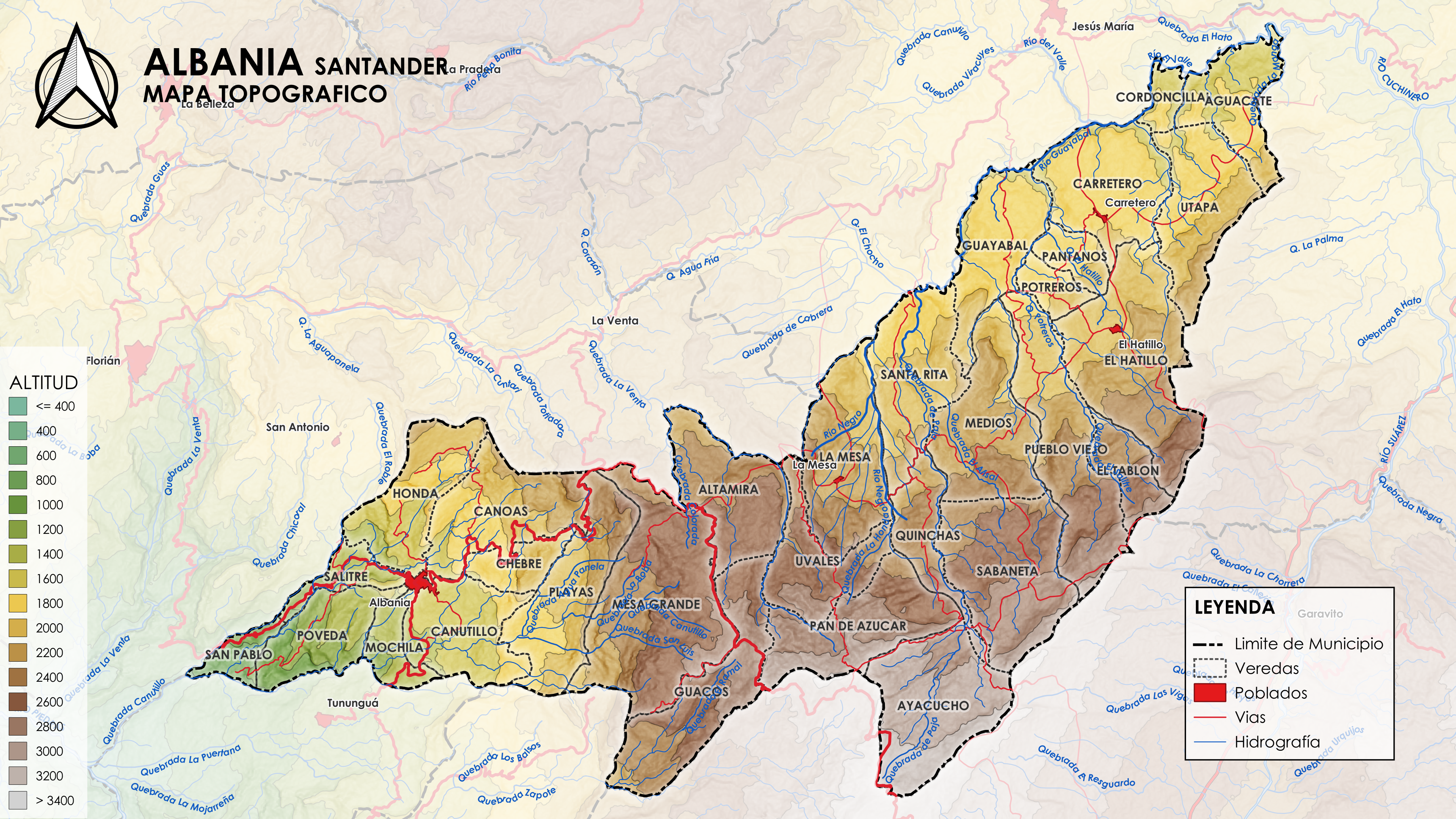
Mapa topográfico de Albania

El municipio de Albania se encuentra localizado geográficamente a 5° 46’ 00” latitud norte y 73° 56’ 00” longitud al oeste de Greenwich; entre las coordenadas planas: X= 1.141.000 m.N a la X = 1.124.000 m. N Y= 1.013.000 m.E a la Y = 1.038.000 m.E. 
Territorialmente limita por el norte con el municipio de Jesús María; por el Oriente con el municipio de Puente Nacional; al noroccidente con el municipio de Florián, y al sur con el departamento de Boyacá, municipios de Tununguá y Saboyá. Físicamente limita por el norte con los ríos Chinero, El Valle, San Antonio, Guayabal, Chiflón, que lo separan del municipio de Jesús María; al noroccidente con las quebradas San Pablo, El Roble, La Venta y El Filo la Honda, que lo delimitan del municipio de Florián; al sur con las quebradas Canutillo, Negra, el Cerro Catedral, El Cedro el Picacho, el Alto Pamales, Alto Carretona, Alto Bulto, Alto Blanco y el Alto de la Peña que lo limitan de municipios del departamento de Boyacá; al oriente con la Cuchilla del Morro y la quebrada La Manga que lo separa del municipio de Puente Nacional.
Extensión total: 167,04 km²
Extensión área urbana: 0,1668 km²
Extensión área rural: 166,87 km²
Altitud de la cabecera municipal (metros sobre el nivel del mar): 1650
Temperatura media: 19 °C
Distancia de referencia: 297 a Bucaramanga; 178 a Bogotá

## Panorámicas de Albania

### Galería
|                                             |
| Fuente Parque Principal - Albania Santander |

|                                        |
| Cascada El Chiflón - Albania Santander |

|                                             |
| Piedra Hacia El Chiflón - Albania Santander |

|                                   |
| Puesta de Sol - Albania Santander |

|                                   |
| Puesta de Sol - Albania Santander |

|                                   |
| Puesta de Sol - Albania Santander |

|                                   |
| Puesta de Sol - Albania Santander |

## Servicios públicos
- Energía Eléctrica: Electrificadora de Santander (ESSA), del grupo EPM, es la empresa prestadora del servicio de energía eléctrica.
- Gas Natural: Vanti es la empresa distribuidora y comercializadora de gas natural en el municipio.